# Cyril Bence
Cyril Raymond Bence (* 26. November 1902; † 7. September 1992 in Taunton) war ein britischer Politiker.

## Leben
Bence wurde 1902 als Sohn einer Handwerkerfamilie in Südwales geboren. Er besuchte die Newport High School. Als Heranwachsender zu Zeiten des Ersten Weltkriegs entwickelte er eine Abneigung gegen Gewalt und eine pazifistische Grundhaltung. Bence absolvierte eine handwerkliche Lehre bei einem Waagenhersteller. 1926 ehelichte er Florence Bowler, mit der er zwei Kinder, einen Sohn und eine Tochter, zeugte. Infolge der sich verschärfenden wirtschaftlichen Situation sah sich die Familie 1937 zu einem Umzug in das englische Birmingham gezwungen. Dort engagierte sich Bence in den lokalen und überregionalen Gewerkschaften. Nachdem Bence’ Ehefrau Florence 1974 verstorben war, heiratete er 1975 ein weiteres Mal.

## Politischer Werdegang
Bei den Unterhauswahlen 1945 trat Bence für die Labour Party im Wahlkreis Birmingham Handsworth an. Er unterlag jedoch knapp dem Konservativen Harold Roberts. Auch bei den folgenden Unterhauswahlen 1950 konnte er sich nicht gegen Roberts durchsetzen. Nachdem Roberts rund ein halbes Jahr nach der Wahl verstarb, kandidierte Bence bei den fälligen Nachwahlen letztmals in diesem Wahlkreis. Auch dieses Mal konnte er das Mandat nicht gewinnen. Es ging an den Konservativen Edward Boyle.
Nachdem David Kirkwood zu den Unterhauswahlen 1951 nicht mehr antrat, stellte die Labour Party Bence als dessen Nachfolger im Wahlkreis East Dunbartonshire auf. Die Aufstellung in diesem sicheren Labour-Sitz erfolgte infolge seiner gewerkschaftlichen Verdienste auf Druck der Gewerkschaften. Bence gewann das Mandat mit einem Stimmenanteil von 51,2 % und zog in der Folge erstmals in das britische Unterhaus ein. Bei den folgenden Wahlen 1955, 1959, 1964 und 1966 verteidigte er sein Mandat.
Zu den Unterhauswahlen 1970 trat Bence nicht mehr an. Sein Nachfolger Hugh McCartney hielt das Mandat für die Labour Party. Insgesamt sind 3303 Wortbeiträge Bence’ im Parlament verzeichnet.